# Carlos Ballesteros
Carlos Ballesteros (Zaragoza, 31 de dezembro de 1935) é um ator e diretor teatral espanhol. É considerado um dos grandes diretores de teatro da história de seu país.